# 620-629
De jaren 620-629 (van de christelijke jaartelling) zijn een decennium in de 7e eeuw.

## Belangrijke gebeurtenissen en ontwikkelingen

### Byzantijnse Rijk
- 622 : Keizer Herakleios begint aan zijn tegenoffensief tegen de Sassaniden.
- 624 : De provincie Spania gaat verloren aan het Visigotische Rijk.
- 626 : Beleg van Constantinopel. Sassaniden, Avaren en een collectief van Slavische volkeren vallen Constantinopel aan, tevergeefs.
- 627 : Slag bij Ninive. Een grote overwinning voor de Byzantijnen.
- 628 : Shah Khusro II wordt geëxecuteerd, dit betekent het einde van de Romeins-Perzische oorlogen.
- 629 : Het Heilig Kruis wordt teruggebracht naar Jeruzalem.

### Islam
- 622 : De Hidjra. Het vertrek van de profeet Mohammed van Mekka naar Jathrib (later: Medina) en daarmee het begin van de islamitische jaartelling.
- 624 : Slag bij Badr. Mohammed en zijn aanhangers plunderen een Mekkaanse karavaan.
- 629 : Slag bij Mu'tah. Eerste conflict tussen het Byzantijnse en Arabische leger.

### Frankische Rijk
- 629 : Koning Chlotharius II sterft, zijn zoon Dagobert I wordt koning over het gehele Frankische Rijk. Pepijn van Landen verliest zijn functie en wordt verbannen naar Orléans.

#### Lage Landen
- 626 : Bisschop Acharius verenigt het bisdom Doornik en het bisdom Noyon.

## Heersers

### Europa
- Beieren: Garibald II (ca. 610-640)
- Byzantijnse Rijk: Herakleios (610-641)
  - exarchaat Ravenna: Isaac (625-643)
- Engeland en Wales
  - East Anglia: Raedwald (?-ca. 624), Eorpwald (ca. 624-628), Ricberht (ca. 629?)
  - Essex: Sigeberht I (617-653)
  - Gwynedd: Cadfan ap Iago (ca. 613-625). Cadwallon ap Cadfan (ca. 625-634)
  - Kent: Æthelberht (590-616), Eadbald (616-640)
  - Mercia: Cearl (606-626), Penda (626-653)
  - Northumbria: Edwin (616-633)
  - Wessex: Cynegils (611-643)
- Franken: Chlotharius II (584/613-629), Dagobert I (629-639)
  - Aquitanië: Charibert II (629-632)
  - hofmeier van Austrasië: Chuc (617?-623), Pepijn van Landen (623-639)
  - hofmeier van Neustrië: Gundeland (613-639)
  - hofmeier van Bourgondië: Warnachar II (613-626)
- Longobarden: Adoald (616-626), Ariovald (626-636)
  - Benevento: Arechis I (591-641)
  - Spoleto: Theodelap (602-650)
- Rijk van Samo: Samo (ca. 623-658)
- Visigoten: Sisebut (612-621), Reccared II (621), Swinthila (621-631)

### Azië
- Arabië (islam): Mohammed (622-632)
- Chenla (Cambodia): Isanavarman I (616-635)
- China (Tang): Tang Gaozu (618-626), Tang Taizong (626-649)
- India
  - Chalukya: Pulakesin II (609-642)
  - Pallava: Mahendravarman I (600-630)
  - Noord-India: Harsha (606-647)
- Japan: Suiko (593-628), Jomei (629-641)
- Korea
  - Koguryo: Yongnyu (618-642)
  - Paekche: Mu (600-641)
  - Silla: Jinpyeong (579-632)
- Perzië (Sassaniden): Khusro II (590-628), Kavad II (628), Ardashir III (628-629), Boran (629-630)
- Tibet: Namri Songtsen (?-619), Songtsen Gampo (619-641)

### Religie
- paus: Bonifatius V (619-625), Honorius I (625-638)
- patriarch van Alexandrië (Grieks): Georgius I (621-631)
- patriarch van Alexandrië (Koptisch): Andronicus (616-622), Benjamin I (622-661)
- patriarch van Antiochië (Grieks): Georgios II (610-620), Anastasios III (620-628), Macedonius (628-640)
- patriarch van Antiochië (Syrisch): Athanasius I Gammolo (595-631)
- patriarch van Constantinopel: Sergius I (610-638)
- patriarch van Jeruzalem: Zacharias (609-632)

<< · 620 · 621 · 622 · 623 · 624 · 625 · 626 · 627 · 628 · 629 · >>
<< · 600-609 · 610-619 · 620-629 · 630-639 · 640-649 · 650-659 · 660-669 · 670-679 · 680-689 · 690-699 · >>